# Sirine Issaoui
Syrine Issaoui (ur. 13 lutego 1995) – tunezyjska zapaśniczka walcząca w stylu wolnym. 
Brązowa medalistka igrzysk afrykańskich w 2015 i mistrzostw Afryki w 2015 i 2016 roku.